# A Walk in the Woods (film)
A Walk in the Woods is een Amerikaanse film uit 2015, geregisseerd door Ken Kwapis met in de hoofdrollen Robert Redford en Nick Nolte, gebaseerd op het boek A Walk in the Woods: Rediscovering America on the Appalachian Trail van Bill Bryson uit 1998. De film ging in wereldpremière op 23 januari op het Sundance Film Festival.

## Verhaal
Reiziger-schrijver Bill Bryson doet een poging om de 2100 mijl lange Appalachian Trail af te wandelen samen met zijn vriend Katz. Al snel realiseert hij zich hoe moeilijk de wandeltocht zal worden met Katz die kampt met overgewicht en herstellende is van een alcoholverslaving.

## Rolverdeling
| Acteur           | Personage        |
| ---------------- | ---------------- |
| Robert Redford   | Bill Bryson      |
| Nick Nolte       | Katz             |
| Emma Thompson    | Catherine Bryson |
| Mary Steenburgen | Jeannie          |
| Nick Offerman    |                  |
| Kristen Schaal   |                  |